# 빈센트 윈터
빈센트 윈터(Vincent Winter, 1947년 12월 29일 ~ 1998년 11월 2일)는 영국의 배우, 영화 프로듀서, 텔레비전 배우이다.
애버딘에서 태어났다.

## 영화
- 써스피션 (1991년)
- 무지개 도둑 (1990년)
- 백색의 계절 (1989년)
- 토마시나의 세가지 삶 (1964년)
- 올모스트 엔젤스 (1962년)
- 수도사 바비 (1961년)
- 고르고 (1961년)
- 디즈니랜드 (1954년) - 페르난드 역